# Geudertheim
Geudertheim település Franciaországban, Bas-Rhin megyében. Lakosainak száma 2719 fő (2022. január 1.). Geudertheim Bietlenheim, Brumath, Hœrdt, Kurtzenhouse, Vendenheim és Weitbruch községekkel határos.

## Népesség
A település népességének változása:
| Lakosok száma | 2335 | 2439 | 2520 | 2530 | 2564 | 2586 | 2631 | 2675 | 2719 |
|               | 2013 | 2015 | 2016 | 2017 | 2018 | 2019 | 2020 | 2021 | 2022 |